# Phyllachora inconspicua
Phyllachora inconspicua är en svampart som beskrevs av Chardón 1927. Phyllachora inconspicua ingår i släktet Phyllachora och familjen Phyllachoraceae.   Inga underarter finns listade i Catalogue of Life.